# 가면 라이더 카부토 극장판 - 갓 스피드 러브
가면 라이더 카부토 극장판 - 갓 스피드 러브(假面ライダ-カブト God Speed Love)는 일본에서 제작된 감독이시다 히데노리 감독의 2006년 영화이다. 미즈시마 히로 등이 주연으로 출연하였다.

## 출연

### 주연
- 미즈시마 히로
- 사토 유키

### 조연
- 모리시타 치사토
- 사토나카 유이
- 코바야시 카츠야
- 코가 미츠키
- 도쿠야마 히데노리
- 카토 카즈키
- 유게 토모히사

## 제작진
- 원작자: 야츠데 사부로
- 원작자: 이시노모리 쇼타로
- 프로듀서: 시라쿠라 신이치로
- 프로듀서: 타케베 나오미
- 프로듀서: 카지 아츠시
- 특수효과: 부츠다 히로시
- 무술감독: 미야자키 타케시